# Archistilbia ochracea
Archistilbia ochracea är en fjärilsart som beskrevs av Sergius G. Kiriakoff 1962. Archistilbia ochracea ingår i släktet Archistilbia och familjen tandspinnare. Inga underarter finns listade i Catalogue of Life.